# Stibadium jalada
Stibadium jalada là một loài bướm đêm trong họ Noctuidae.